# 大島秀信
大島 秀信（おおしま ひでのぶ、1928年（昭和3年）1月21日 - 2014年（平成26年）8月29日）は、昭和時代から平成時代にかけての日本画家。元日展参与。

## 経歴
富山県富山市に生まれる。戦後、東山魁夷と川﨑小虎に師事し、1951年（昭和26年）第7回日展に「ダム」で入選。1969年（昭和44年）県内作家「第1回5人展」開催。1970年（昭和45年）第2回改組日展に「樹蒼」で特選受賞。1979年（昭和54年）「選ばれた俊英15人展」で北日本美術賞を受賞。1981年（昭和56年）「’81富山の美術」に出品。以後’84’86’90の同展に出品。同年、日展特選。1989年（平成元年）日展会員。1999年（平成11年）日展評議員。2014年（平成26年）8月29日、肺炎のため死去。享年86歳。

## 作品
- 「ダム」
- 「赤いグラス」
- 「汚れた天女」
- 「樹蒼」[3]
- 「残陽」[4]
- 「戯れ」
- 「朝霧」
- 「白い朝」
- 「新雪の朝」
- 「遠い樹列」
- 「剱岳」
- 「霧の原生林」
- 「白い連峰」
- 「森の朝」
- 「黎明」
- 「福野夜高祭」
- 「朝」
- 「里の白い樹」
- 「早月川より剱立山を望む」

## 書籍
- 『「大島秀信　越中万葉の情景」図録』 高岡市万葉歴史館, 2008[5]